# Parque nacional Teniente Agripino Enciso
El Parque Nacional Teniente Enciso es un parque nacional paraguayo creado el  21 de mayo de 1980, por el Decreto Nº 15.936. Tiene una superficie de 40.000 hectáreas y se encuentra en el Departamento de Boquerón en la Provincia de Gran Chaco (Udvardy).
Es una ecorregión con paisajes típicos del Chaco seco que, debido al déficit hídrico, presentan una vegetación xerófila caracterizada por el bosque denso, espinoso e impenetrable dominado por quebrachales de quebracho blanco y samu'u. En cuanto a la fauna se destacan una gran variedad de especies, algunas de ellas en peligro de extinción.
El área posee Picadas y Trincheras que datan de la Guerra del Chaco (1932 - 1935)
Actualmente el área recibe muy poca presión debido a la baja densidad poblacional; pero la degradación de la zona de amortiguamiento va en aumento como consecuencia de una producción ganadera extensiva y del cultivo de jojoba sin bases de sostenibilidad. 